# Équipe du Vietnam féminine de football
Cet article traite de l'équipe féminine. Pour l'équipe masculine, voir Équipe du Vietnam de football.
Maillots
L'équipe du Viêt Nam féminine de football est l'équipe nationale qui représente le Vietnam dans les compétitions internationales de football féminin. Elle est gérée par la Fédération du Vietnam de football.

## Histoire
Les Vietnamiennes ont participé à neuf éditions de la Coupe d'Asie ; elles terminent sixièmes en 2014 et en 2022. Elles n'ont jamais participé à une phase finale des Jeux olympiques, mais se sont qualifiées pour la première fois de leur histoire à une phase finale de Coupe du monde à l'occasion de l'édition 2023, grâce à ses victoires acquises sur la Thaïlande et Taïwan à l'issue du tour supplémentaire de qualification à la Coupe du monde ouvert aux équipes quart de finalistes de la Coupe d'Asie 2022 en dehors de l'Australie, coorganisatrice de la Coupe du monde 2023.
Elles sont quatrièmes des Jeux asiatiques de 2014. 
Elles remportent le Championnat d'Asie du Sud-Est féminin de football en 2006, 2012 et 2019, sont deuxièmes en 2004 (avec l'équipe B), 2008 et 2016 et troisièmes en 2004 (avec l'équipe A), 2007, 2011, 2013, 2018 et 2025.
Elles remportent les Jeux d'Asie du Sud-Est en 2001, 2003, 2005, 2009, 2017, 2019, 2021 et 2023 ; sont médaillées d'argent en 2007 et en 2013 et médaillées de bronze en 1997.
Lors de la Coupe du monde 2023, le Vietnam hérite d'une poule très compliquée, le groupe E avec comme adversaires les États-Unis (doubles championnes du monde en titre), les Pays-Bas (vainqueur de l'Euro 2017 et vice-championnes du monde), ainsi que le Portugal qui dispute également sa première Coupe du monde. Inexpérimentées et largement inférieures sur le plan physique et athlétique à leurs trois adversaires, les guerrières de l'étoile d'or essuient trois défaites en autant de rencontres disputées (2 défaites honorables contre les Américaines d'entrée 0-3 et contre les Lusitaniennes 0-2, avant de s'écrouler lors du dernier match face aux Oranje 0-7) et quittent la compétition au premier tour à la dernière place de leur groupe.

### Parcours enCoupe du monde féminine de football
| Édition | Performance   | J | V | N | D | Bp | Bc |
| ------- | ------------- | - | - | - | - | -- | -- |
| 1991    | Non qualifiée | - | - | - | - | -  | -  |
| 1995    | Non qualifiée | - | - | - | - | -  | -  |
| 1999    | Non qualifiée | - | - | - | - | -  | -  |
| 2003    | Non qualifiée | - | - | - | - | -  | -  |
| 2007    | Non qualifiée | - | - | - | - | -  | -  |
| 2011    | Non qualifiée | - | - | - | - | -  | -  |
| 2015    | Non qualifiée | - | - | - | - | -  | -  |
| 2019    | Non qualifiée | - | - | - | - | -  | -  |
| 2023    | 1er tour      | 3 | 0 | 0 | 3 | 0  | 12 |
| 2027    | À venir       | - | - | - | - | -  | -  |
| 2031    | À venir       | - | - | - | - | -  | -  |
| 2035    | À venir       | - | - | - | - | -  | -  |
| Total   | 1/9           | 3 | 0 | 0 | 3 | 0  | 12 |

## Classement FIFA
| Année              | 2003 | 2004 | 2005 | 2006 | 2007 | 2008 | 2009 | 2010 | 2011 | 2012 | 2013 | 2014 | 2015 | 2016 | 2017 | 2018 | 2019 | 2020 | 2021 | 2022 | 2023 | 2024 |
| ------------------ | ---- | ---- | ---- | ---- | ---- | ---- | ---- | ---- | ---- | ---- | ---- | ---- | ---- | ---- | ---- | ---- | ---- | ---- | ---- | ---- | ---- | ---- |
| Classement mondial | 42   | 43   | 36   | 36   | 36   | 30   | 32   | 34   | 31   | 30   | 28   | 34   | 29   | 32   | 32   | 35   | 32   | 34   | 32   | 34   | 37   | 37   |
| Classement AFC     | 8    | 8    | 7    | 7    | 8    | 6    | 6    | 7    | 7    | 7    | 6    | 7    | 6    | 7    | 7    | 6    | 7    | 6    | 5    | 6    | 6    | 6    |